# هجوم دون انتظار
هجوم دون انتظار (بالإنجليزية: Zero-day attack)‏ هو استغلال نقاط الضعف في برمجيات وثغراتها الأمنية خاصة غير المعروفة منها للعامة أو حتى مطوريها في شن هجومات إلكترونية. غالبا ما يتم استغلال هذه الثغرات وحتى تشاركها ما بين القراصنة "Hackers" قبل أن تكتشفها الجهات المطورة للبرمجيات المصابة. المعرفة بالثغرة الأمنية قبل المطورين، تسمح لمستغليها بالحصول على فترة زمنية ينشر فيها أدواته الخبيثة لتحدث ضررا كبيرا. لأنه متى ما اكتشفت الثغرة الأمنية، يسارع المطورون لسدها من خلال نشر برامج تصحيحية.
المصطلح Zero-day attack أتى من كون أن مستغل الثغرة الأمنية غير المعروفة لا يترك أي يوم يمر لبدء هجومه كونه في سباق مع الزمن. وطالما تأخر اكتشاف الثغرة، منح ذلك مزيد من الوقت للمهاجمين في توسيع نطاق الهجوم وإضافة ضحايا جدد.

## مجالات الاستغلال
يحرص مطورو البرامج الخبيثة على استغلال الثغرات غير المكتشفة عبر هجومات دون انتظار بكيفية مختلفة. مثلا إصابة حاسوب بعد زيارة مستخدمه لموقع وب مفخخ من خلال استغلال ثغرة في المتصفح المستعمل، المتصفح هو أحد أكثر البرمجيات المستهدفة لكثرة انتشارها ولتعاملها المباشر مع الخارج. الخطر يأتي أيضا عبر الملفات المرفقة بالبريد الإلكتروني حيث يستغل الأخطاء المرتكبة عند فتحه.
الهجوم يمكن أن يتم عبر فلاش ديسك، يستغل البرنامج الفيروسي ثغرة في نظام التشغيل.

## الحماية
الحماية دون انتظار (بالإنجليزية: Zero-day protection)‏ هي القدرة على الحماية من الهجوم دون انتظار.